# 신시내티 인콰이어러

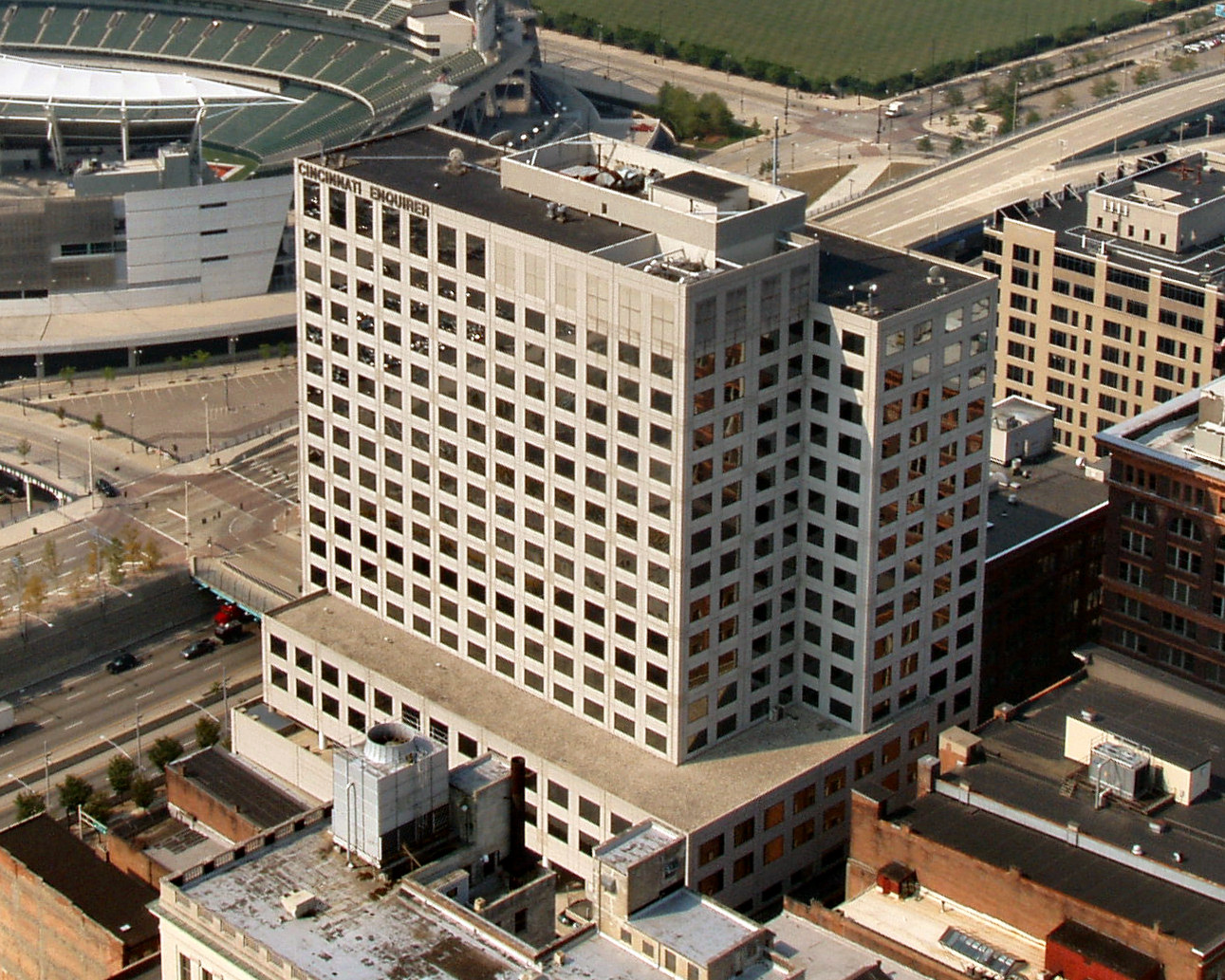
오하이오주 신시내티에 있는 신시내티 인콰이어러 본사 건물.

신시내티 인콰이어러(The Cincinnati Enquirer)는 미국 오하이오주 신시내티와 그 주변 지역, 켄터키주 북부 지역의 유력 일간지이다.